# NGC 278

NGC 278 (Telescopio spaziale Hubble)

NGC 278 è una galassia a spirale barrata visibile nella costellazione di Cassiopea.
Si individua 2,5 gradi ad ovest della stella φ Andromedae; occorrono telescopi da 120-150mm di apertura per poterla osservare, ma si presenta in questi strumenti come una stella sfocata, priva di particolari. I bracci sono strettamente avvolti attorno alla barra, e presentano una notevole luminosità; il nucleo è molto grande e brillante. La distanza dalla Via Lattea è stimata in circa 29 milioni di anni-luce.

## Scoperta
NGC 278 è stata scoperta l'11 dicembre 1786 dall'astronomo britannico di origine tedesca William Herschel.